# Schwarz-Weiß Kohlscheid
Der PBC Schwarz-Weiss Kohlscheid 1977 e.V. ist ein 1977 gegründeter Poolbillardverein aus Herzogenrath.

## Geschichte
Der PBC Schwarz-Weiß Kohlscheid wurde 1977 im Herzogenrather Stadtteil Kohlscheid gegründet und spielte zunächst in der Gaststätte Schuster. Von 1987 bis 1991 nutzte der Verein ein von einem Vereinsmitglied zur Verfügung gestelltes Vereinsheim und zog anschließend zurück in die Räumlichkeiten der Gaststätte. Ab 1998 wechselte Schwarz-Weiß Kohlscheid mehrfach das Vereinsheim. Dabei nutzte der Verein unter anderem die Räume des PBC Würselen und des BC Alsdorf. Seit September 2003 nutzt SW Kohlscheid ein ehemaliges Schwimmbad einer Kohlscheider Schule als Vereinsheim. Nachdem Schwarz-Weiß Kohlscheid ab 1977 in der Kreisliga gespielt hatte, gelang 1980 der Aufstieg in die Bezirksliga.
2005 stieg der Verein von der Verbandsliga in die Oberliga auf. Dort belegte man ein Jahr später den ersten Platz, verpasste aber in der Relegation den Aufstieg in die 2. Bundesliga. In der folgenden Saison wurde SW Kohlscheid Dritter in der Oberliga. Nachdem die Mannschaft 2008 erneut als Erstplatzierter den Aufstieg in die 2. Bundesliga in der Relegation verpasste, reichte ein Jahr später der erste Platz in der Oberliga zum Aufstieg in die neu eingeführt Regionalliga.
Dort wurde man in der Saison 2009/10 hinter dem BSV Wuppertal Zweiter und stieg somit in die 2. Bundesliga auf. In der 2. Bundesliga wurde Schwarz-Weiß Kohlscheid 2011 und 2012 Vierter, 2013 schaffte der Verein als Sechster der 2. Bundesliga den Klassenerhalt erst in der Relegation. In der Saison 2013/14 kam SW Kohlscheid punktgleich mit PBC Lingen auf den fünften Platz, 2015 wurde man vier Punkte hinter dem Aufsteiger 1. PBC Neuwerk Dritter.
In der ersten Mannschaft spielen in der Saison 2015/16 Sven Hagen, Clemens Philippen, Dirk Stenten und Ingo Tulodetzki. Dirk Stenten wurde 2014 und 2015 Deutscher Meister im Senioren-Einzel.
Die zweite Mannschaft von Schwarz-Weiß Kohlscheid spielt seit 2014 in der Oberliga des Billard-Verbands Mittleres Rheinland.

### Platzierungen seit 2004
| Saison  | Liga (Spielklasse)         | Platz |
| ------- | -------------------------- | ----- |
| 2004/05 | Verbandsliga B (4)         | 1.    |
| 2005/06 | Oberliga BLMR (3)          | 1.    |
| 2006/07 | Oberliga BLMR (3)          | 3.    |
| 2007/08 | Oberliga BLMR (3)          | 1.    |
| 2008/09 | Oberliga BLMR (3)          | 1.    |
| 2009/10 | Regionalliga Nord-West (3) | 2.    |
| 2010/11 | 2. Bundesliga Süd (2)      | 4.    |
| 2011/12 | 2. Bundesliga Süd (2)      | 4.    |
| 2012/13 | 2. Bundesliga Nord (2)     | 6.    |
| 2013/14 | 2. Bundesliga Nord (2)     | 5.    |
| 2014/15 | 2. Bundesliga Süd (2)      | 3.    |
| 2015/16 | 2. Bundesliga Nord (2)     |       |